# SN 1054
SN 1054 (Supernova del Granchio) è una supernova che fu osservata dalla Terra nella costellazione del Toro a partire dal 4 luglio 1054, calendario giuliano.

## Storia delle osservazioni

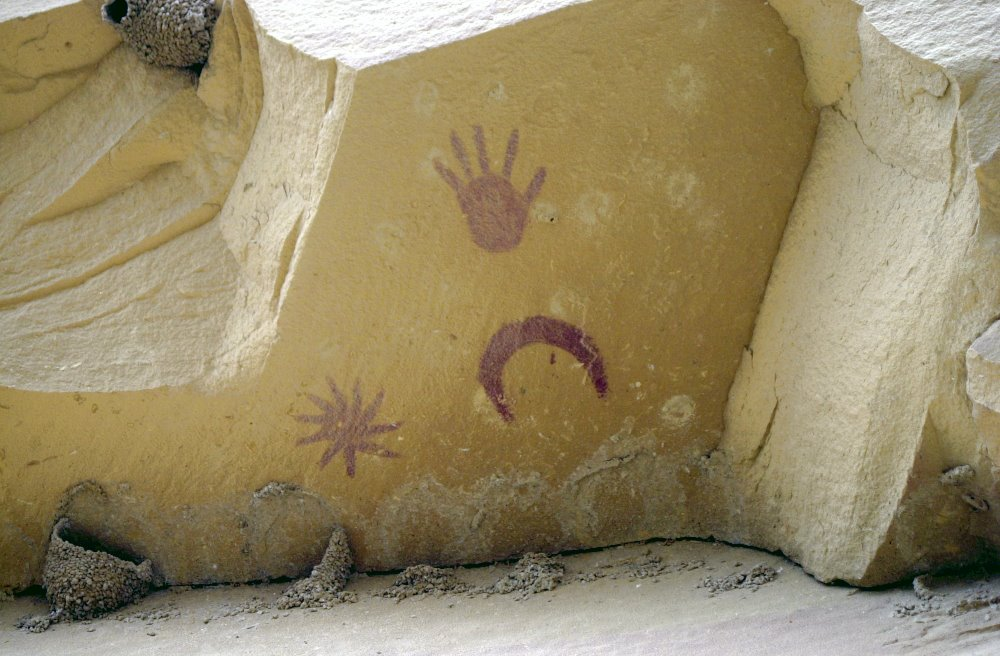
La pittura rupestre del Chaco Canyon, opera degli indios Anasazi, che ritrae la luna assieme a SN 1054

L'esplosione stellare fu osservata e registrata dagli astronomi cinesi e arabi, i quali scrissero che fu talmente brillante da risultare visibile durante il giorno per 23 giorni consecutivi e durante la notte per 653 giorni consecutivi. Situata nella nostra galassia, la Via Lattea, a una distanza di 6 500 anni luce, era quasi certamente una supernova di tipo II.
Vi sono anche testimonianze lasciate da alcune popolazioni di nativi americani, come i Mimbres e gli Anasazi, che fanno presupporre che essi videro e registrarono l'esplosione di SN 1054; infatti nei pressi di Penasco Blanco vi è una pittura rupestre Anasazi che potrebbe ritrarre SN 1054.
Si dice anche che una non meglio interpretata registrazione, riscontrata in diversi annali di alcuni monasteri irlandesi, fosse originariamente riferita a SN 1054; il testo subì tuttavia delle profonde corruzioni, al punto che divenne un simbolo allegorico della prossima venuta dell'Anticristo.
Quello che attualmente resta di SN 1054 è la Nebulosa del Granchio, detta anche Messier 1 o M1 poiché fu il primo oggetto inserito da Charles Messier nel suo celebre catalogo nel 1774.

## Sorgente di raggi X e pulsar
Il 29 aprile 1963 un rivelatore posto su un razzo-sonda ad alta quota del tipo Aerobee permise di individuare, alle coordinate RA 05h 31,5m : Dec +22° : (epoca J1950), un'intensa emissione di raggi X a partire dal resto della supernova; la sorgente appena scoperta fu denominata Taurus X-1, ed emetteva una quantità di energia 100 volte superiore a quella riscontrata nel visibile.
Il 9 novembre 1968 fu individuata dal radiotelescopio di Arecibo, a Porto Rico, una pulsar all'interno della nebulosa, la pulsar del Granchio, che effettua 30 rotazioni al secondo. Questa pulsar ha perso dall'esplosione circa i due terzi della sua energia cinetica.